# La leche de la bestia salvaje

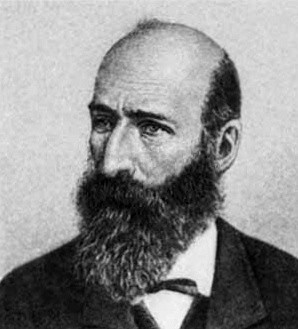
El folklorista ruso Aleksandr Afanásiev que recopiló este cuento tradicional.

La leche de bestia salvaje (o ...de bestias salvajes; en ruso: Звериное молоко, Zverinoe moloko), es un cuento tradicional eslavo oriental, que aparece en cuatro versiones principales —a su vez con variantes— en los Cuentos populares rusos de Aleksandr Afanásiev.

## Tema general
El tema general es el de una joven que, seducida por un temible personaje malvado, busca con la complicidad de este para destruir a su propio hermano. Para ello, finge estar enferma y lo envía a buscar leche de varias bestias salvajes que se supone que la curarán, esperando que él no vuelva de la aventura. Pero con la ayuda de estos y otros animales, o de un ayudante mágico, el hermano supera todos los obstáculos, incluyendo una prueba final que es casi fatal para él, terminando con la muerte del malvado personaje y el castigo de la pérfida hermana. También este tema se le llama «esposa infiel» o «enfermedad fingida».
El cuento se contamina frecuentemente con otro tema, el del héroe que mata al dragón, que es muy clásico en los cuentos de hadas.

## Variantes de Afanásiev

### Variante 118a/202: el oso de piel de hierro
Esta versión, que a su vez contiene variantes, fue recogida en el distrito de Karáchev (gobernación de Oriol), probablemente por Pavel Yakushkin. Las notas de la edición rusa de 1984-1985 señalan algunas inconsistencias en la narración. Además de su aspecto falócrata, esta versión tiene la peculiaridad de contener términos muy groseros, representados por escrito por sus iniciales seguidas de puntos de suspensión, como sigue siendo costumbre hoy en día en Rusia para el mat—forma de expresión de la jerga, tosca y obscena—.
Un zar, tiene dos hijos: el príncipe Iván y la princesa Elena, la muy bella. Un día, aparece un «oso con piel de hierro», que empieza a devorar a los súbditos del zar. Para proteger a sus hijos, el zar hizo construir una alta columna y los colocó en la parte superior con provisiones «para cinco años».

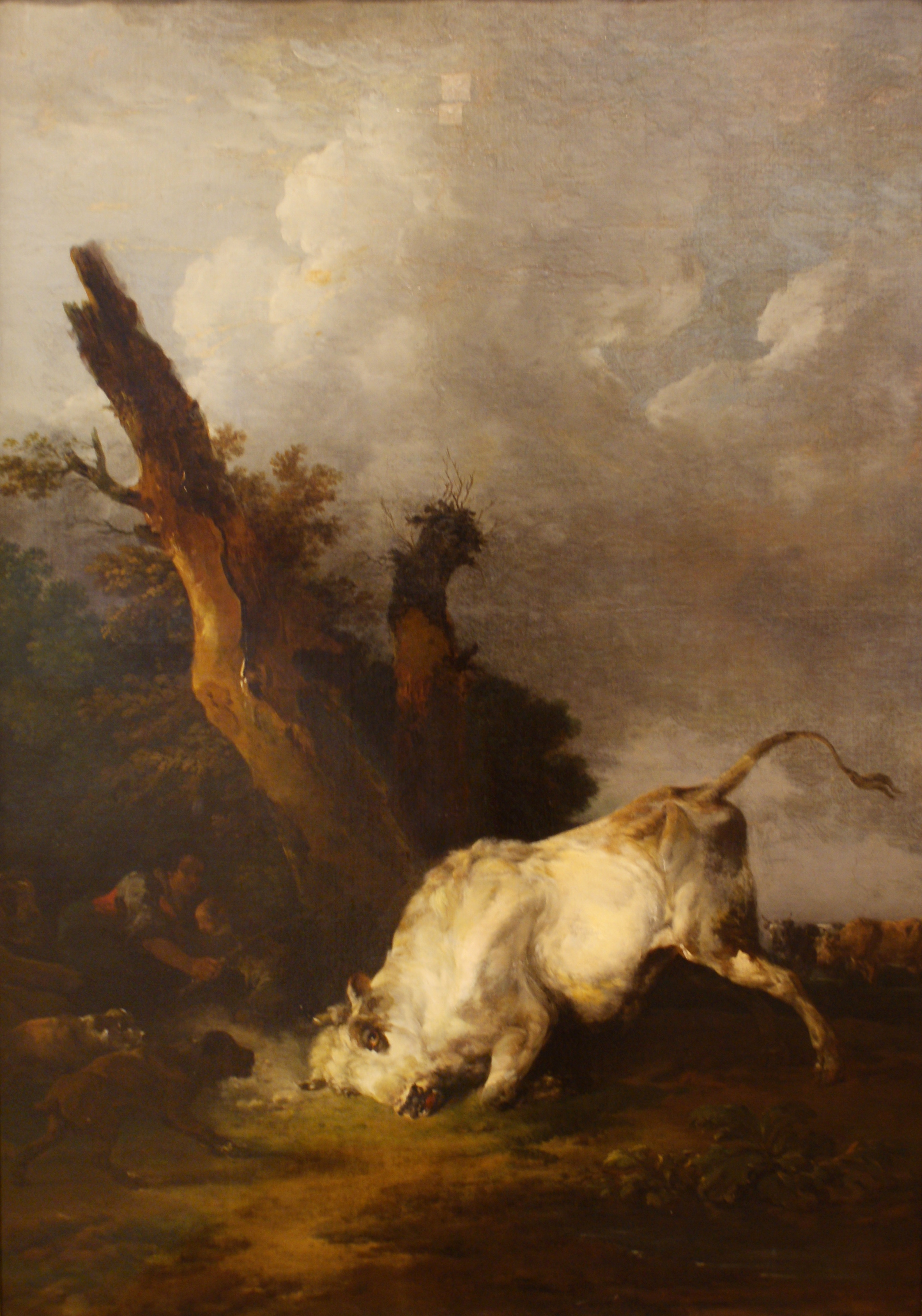
« Matadme y comedme, recoged y recoged mis huesos... »
(Francesco Casanova, Paisaje y toro).

Habiendo devorado a toda la población, el oso entra al palacio y comienza a roer una escoba, que luego traiciona a Iván y Elena señalando la columna donde se esconden. El oso comienza a sacudir la columna e Iván le arroja comida, calmando a la bestia que se queda dormida. En tres ocasiones, Iván y Elena intentan escapar, sucesivamente gracias a un caballo, unas ocas y un toro. Las dos primeras veces, el oso los atrapa, devora su montura y los trae de vuelta a la columna; pero el toro, se deshace de él defecando en sus ojos, y cruzando un río donde el oso se está ahogando.
Cuando Iván y Elena empiezan a pasar hambre, el toro les recomienda que lo maten, se lo coman y recojan sus huesos, de los que saldrá un hombrecito para ayudarlos. Esto es lo que sucede, y los tres se adentran en el bosque, donde descubren una casa ocupada por bandidos. El hombrecillo mata a los ladrones y a su atamán, encerrando el cuerpo en una habitación donde está prohibida la entrada a Elena. Quien va más allá de la prohibición y se enamora de la cabeza del atamán.
Gracias a las Aguas de la Vida y de la Muerte obtenidas a través de Iván, ella resucita al atamán y comienza a conspirar con él para deshacerse de su hermano. Los dos cómplices lo envían sucesivamente en busca de leche de una loba, una osa y una leona, que Iván les trae con la ayuda del hombrecillo, llevándose consigo una cría de cada animal. Al ver que no podían deshacerse de Iván, Elena y el atamán lo envían en busca de los huevos del Pájaro de fuego; pero este último, furioso, se traga al hombrecillo e Iván llega a casa con las manos vacías. Elena y el atamán, regocijándose de que el ayudante mágico haya desaparecido, planean matar a Iván. Pero este último, que escuchó su conversación, pide tomar un baño antes de morir, para retrasar el plazo.
El baño está listo, Elena ordena a su hermano que se lave lo antes posible, pero él se toma su tiempo; de repente aparecen los cachorros del oso, del lobo y del león, anunciándole que el hombrecillo ha escapado y está por llegar; Iván les ordena que se acuesten en el umbral de la sala de vapor. Elena y el atamán, impacientes, entran en la sala y Elena abofetea a su hermano. Aparece el hombrecillo, ordenando a las tres bestias que rompan al atamán «en pedacitos», mientras ata a Elena desnuda a un árbol para que los mosquitos y otros insectos puedan devorarla; luego vuelve a partir con Iván.
Llegan a un palacio en el que vive una joven guerrera de 14 años, que según el hombrecillo necesitaría un marido para domesticarla. Iván derrota a la niña en un combate, y ella acepta casarse con él. El hombrecillo recomienda que Iván pida ayuda si la noche de bodas va mal; de hecho, la niña-guerrera busca asfixiarlo. El hombrecillo viene al rescate y comienza a golpear a la esposa, ordenándole que «respete a su marido»; como resultado, las relaciones mejoran notablemente en la pareja.
A petición de su esposa, Iván libera a Elena y la deja vivir con ellos. Un día, Elena se ofrece a acicalar a Iván, y aprovecha la oportunidad para deslizar un «diente muerto» en su cabello, que debe matarlo por arte de magia. Iván es salvado por sus animales —acompañados por una zorra—. Para castigarla 
definitivamente, hizo atar a Elena a la cola de un caballo que lanzó al galope por la llanura.

### Variante 118a/203: el idiota y los ladrones
Esta versión fue recogida en la gobernación de Oremburgo. Aunque aparece con el mismo título en la colección de Afanásiev, no menciona La leche de la bestia salvaje, el héroe es enviado en busca de manzanas milagrosas. El cuento está precedido por un agradable prólogo que evoca una disputa entre dos campesinos, Antón y Agafon, sobre una nube amenazante que se aproxima.
Un campesino tiene dos hijos y una hija. Cuando muere, deja toda su herencia al hijo mayor, que es sensato, y nada al menor, que es idiota. La hija que es la menor de todos los hijos, obtiene a pesar de todo, del hijo mayor poder vivir en la casa, mientras el idiota trabaja en el bosque.

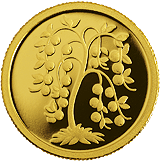
El árbol de las manzanas de oro (moneda conmemorativa de Letonia).

Un día fue a recoger setas y descubrió un claro donde había una gran casa cerrada de tres pisos. Entró en ella usando una escalera, y descubrió una gran cantidad de riquezas. Se instaló y comenzó a beber, entonces llegaron doce ladrones, trayendo de vuelta su botín. Se peleó y los mató, excepto a su atamán que se encontraba escondido. En lugar de setas, le trajo a su hermana una cesta llena de oro.
Gracias al oro, hizo preparar una generosa comida de los difuntos, preparada en memoria de su padre, e invitó a los parientes y al vecindario, al principio muy escépticos. Al ver la mesa ricamente adornada, la cuñada en particular se pone celosa e insta al hermano a que exija la mitad del oro al idiota, pero éste lo abandona todo y se lleva a su hermana a vivir a la casa de los bandidos. La hermana, visitando el lugar, conoce al atamán allí y se enamora de él; ambos buscan pronto la manera de deshacerse del idiota.

« El Ataman respondió: Juega a las cartas ...»
(Ingolds Guldin Spiel, Augsburg, 1472)

La hermana finge estar enferma y le asegura al idiota que unas manzanas de un jardín lejano podrían curarla, esperando que se encuentre con la muerte por el camino. El idiota, con su cesta en la mano, se adentra en el bosque, y descubre otra casa, esta vez de cinco pisos, también llena de riquezas, y un jardín «con manzanas que brillan al sol». Llena su cesta con ellas, pero se queda allí, esperando poder pagarlas al dueño de la casa. Pronto llegan veinticuatro bandidos, trayendo consigo una joven de gran belleza, a la que empiezan a molestar e intimidar. El idiota interviene y mata a los bandidos y se lleva a la chica y las manzanas con él.
El atamán sugiere entonces a la hermana que juegue a las cartas con el idiota, y que imponga como apuesta que el perdedor sea atado a una silla: así tendrá la posibilidad de cortar la cabeza del idiota inmovilizado. Pero la hermosa chica, que ha escuchado la conspiración, está de pie detrás de la puerta y en el momento en que el atamán entra, ella misma le corta la cabeza con una espada. Furioso, el idiota se libera, agarra la espada y a su vez le corta la cabeza a su hermana mala, y luego arroja su cuerpo a las bestias salvajes.
Más tarde, la bella muchacha le propone al idiota volver con ella a su país, cuyo padre es el zar. Le cuenta toda la historia al zar, que se alegra y entrega su hija en matrimonio al idiota.

### Variante 118c/204: Zmei Gorynych

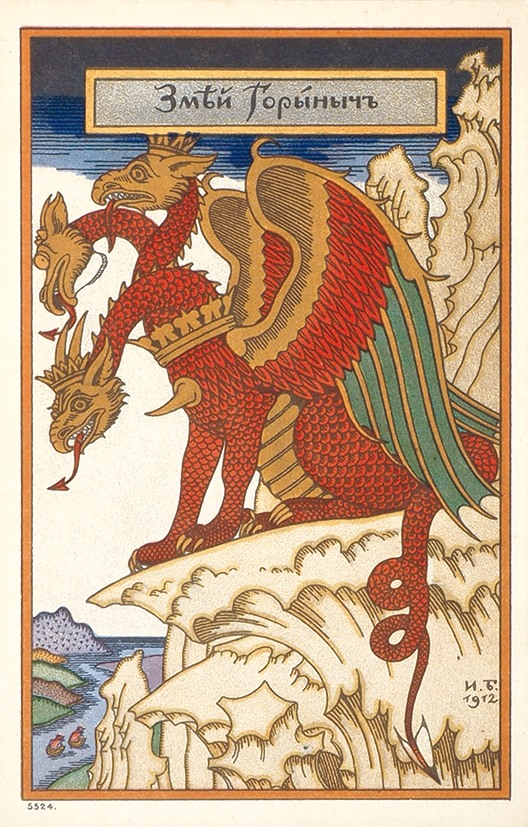
El dragón Zmeï Gorynytch, por Iván Bilibin.

Un zar tiene un hijo y una hija y sucede que toda la población del reino vecino perece. El hijo, Iván Tsarévich, decide mudarse allí, a pesar de la oposición de su padre, y su hermana lo sigue. A lo largo del camino, se encuentran con un isba sobre patas de gallina,
donde vive una Baba Yagá. Iván le explica su proyecto y la bruja le advierte sobre su hermana, que le hará daño. Al día siguiente, ella le da un perro y una pelota que rueda por sí sola, recomendándole que la siga a donde ella vaya.
El hermano y la hermana llegan así a otra isba similar, donde otra Baba Yagá, después de también advertirle a Iván sobre su hermana, le da otro perro y una toalla que hará aparecer un puente si ella es sacudida, recomendándole que lo haga en secreto de su hermana. Cuando llegan a un gran río, Iván discretamente agita la toalla y aparece un puente. Una vez que se cruza el río, sacude la toalla en el otro extremo y el puente desaparece.
Y así llegaron al reino donde toda la gente había fallecido. Mientras Iván sale a cazar con sus perros por los pantanos, aparece el dragón de montaña (Zmei Gorynych), que se posa al otro lado del río y se convierte en un apuesto joven. La princesa lo ve y lo encuentra a su gusto, pero el joven no puede cruzar el río: informa a la hermana de la existencia de la toalla mágica de Iván y le sugiere que se la quite con el pretexto de lavar su ropa. Ella sigue el consejo, y al día siguiente, después de que Iván se vaya, el dragón puede unirse a la chica.

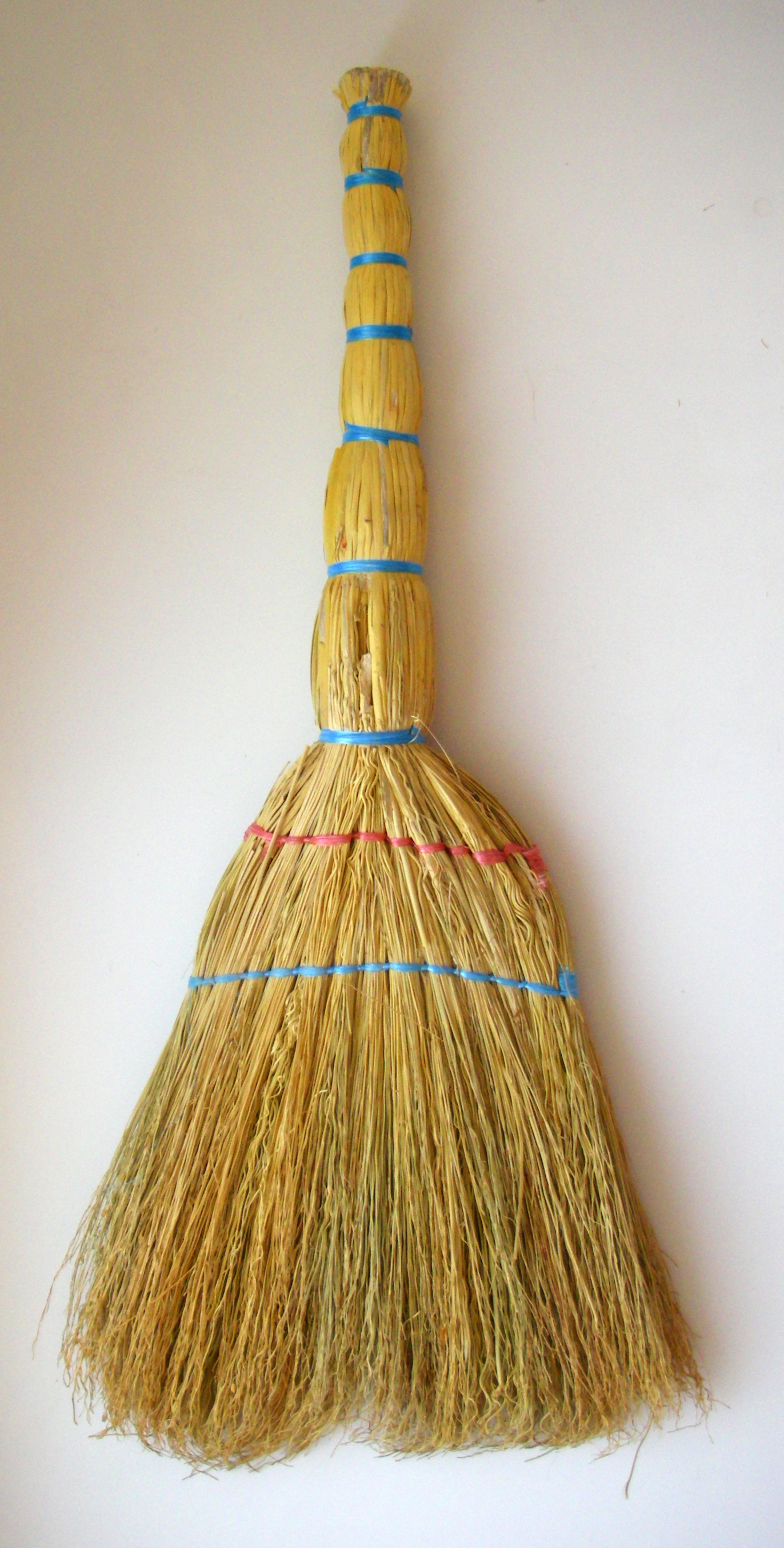
«... y se convierte en una escoba (venik)...».

A partir de entonces, comienzan a planear para deshacerse de Iván. El joven le sugiere a la hermana que simule una enfermedad y pretenda que se cure con la leche de loba, esperando que Iván muera en la aventura de encontrarla. Iván va al bosque y se encuentra con una loba que está a punto de matar, pero con su plegaria la perdona y a cambio obtiene la leche y también un cachorro de lobo para protegerle. Cuando el dragón lo ve al regresar, le dice a la hermana que le pida leche de oso, y se convierte en una escoba para no llamar la atención. Los perros de Iván, al sentir la presencia del mal, se lanzan a la escoba para destrozarla, pero Iván los calma.
Así que Iván sale de nuevo en busca de leche de oso, y de la misma manera que antes, perdona la vida a un oso, que le da su leche y le confía su cachorro; tendrá que salir de nuevo por tercera vez, esta vez en busca de leche de leona, que trae junto con un cachorro de león. A su regreso, el dragón (con forma de hisopo) se limpia a sí mismo sucesivamente, luego palea el horno, y cada vez los perros gruñen y atacan el objeto maligno.
Decepcionado del fracaso de sus maniobras, el dragón decide enviar a Iván al «tercer décimo reino»: hay un molino, encerrado detrás de doce puertas de hierro que se abren únicamente una vez al año y se cierran tan rápido que nadie puede salir. ¡Así que deja que Iván traiga la harina de este molino!
El zarevich se pone en marcha de nuevo, provisto de galletas y escoltado por todos sus animales. Llega al molino, logra pasar por las puertas de hierro y tuvo el tiempo justo para recoger un poco de harina antes de volver a pasar por las puertas; pero sus animales se quedaron encerrados. Cuando el dragón lo ve volver sin su manada, cree que puede devorarlo; pero Iván pide que se le permita tomar un último baño. El dragón está de acuerdo, con la condición de que Iván prepare el baño él mismo. Mientras Iván está ocupado buscando leña y agua, un cuervo se le acerca, diciéndole que se tome su tiempo, ya que sus animales ya han roído cuatro puertas. Más tarde, le dice que han roído ocho puertas. Cuando comienza a lavarse, uno de sus perros corre, luego todos los otros animales, que finalmente han superado las doce puertas de hierro del molino. Se lanzan sobre el dragón y lo hacen pedazos, e Iván esparce sus cenizas por la llanura. Luego quiere cortarle la cabeza a su hermana, pero su hermana le implora, e Iván la encierra en una torre con un fardo de heno y dos tinas, una llena de agua, la otra vacía: cuando haya comido todo el heno, bebido toda el agua y llenado la segunda tina con sus lágrimas, será perdonada. Hay una segunda secuencia en el cuento, en la que Iván Tzarevich va con su manada a otro reino, donde rescata a una princesa con la que se casa, antes de volver para liberar a su hermana.

### Variante 118d/205: una versión literaria
Recopilados de la gobernación de Kursk. Esta versión es obviamente una adaptación literaria, evocando a la esposa infiel del príncipe, lo que no es habitual en este tipo de cuentos.
El cuento empieza con la presentación de los personajes: Zmeï Zmeievitch («Hijo del Dragón»), que se ha transformado en un joven valiente para seducir a la princesa; ésta, de gran belleza pero orgullosa y arrogante, que tiene debilidad por el dragón; e Iván, su marido, apasionado por la caza, y cuya manada incluye no solamente perros, sino también una gran variedad de bestias que le asisten cada una a su manera: zorro, liebre, azor, halcón.
El dragón intenta sin éxito hacer desaparecer a Iván, pero es la princesa la que encuentra un truco: se acuesta y finge estar enferma, diciéndole a Iván que únicamente mejorará si puede bañarse en la leche de la loba. Iván, que se ha ido con su manada, se encuentra con una loba que le ruega que le perdone la vida: en agradecimiento, ella le proporciona su leche y un cachorro. La princesa, decepcionada al ver que su marido ha vuelto sano y salvo, parece curarse gracias a la leche, pero pronto vuelve a fingir la enfermedad y exige la leche de oso; Iván se la trae, habiendo enriquecido también su manada con un cachorro de oso. Luego tiene que ir en busca de leche de león, que es una tarea más difícil,40 lo que hace, sin embargo, trayendo un cachorro del mismo, en el proceso.

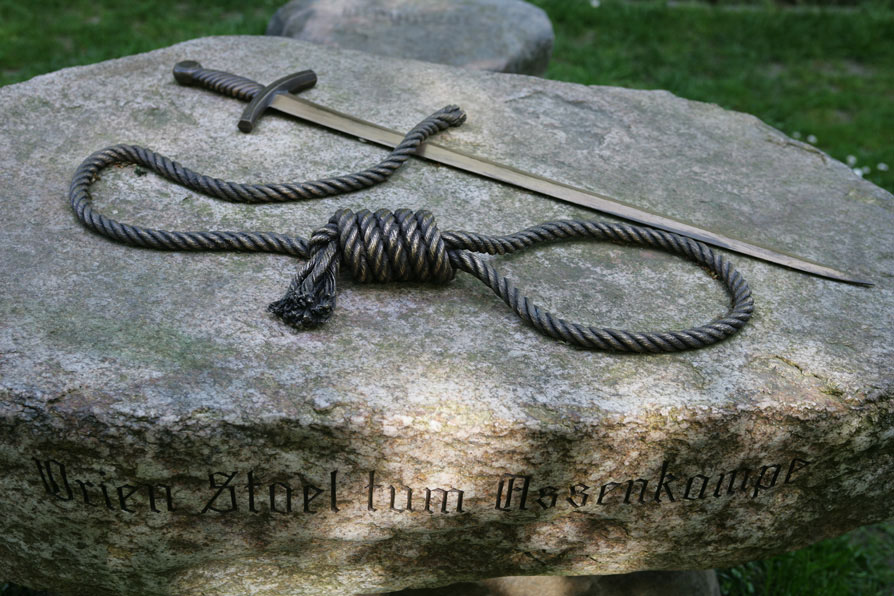
«Esto es para darte la bienvenida: para tu cuello, una soga de seda.»
(La Femeiche d'Erle)

La malvada esposa le ruega entonces que le traiga su polvo mágico, que está «detrás de doce puertas, detrás de doce cerraduras, en los doce rincones del molino del diablo». Cuando Iván llega al molino, las puertas y los candados se abren solos; recoge polvo mágico y sale, pero las puertas y los candados se cierran justo detrás de él, aprisionando a sus animales, que Iván se ve obligado a abandonar. Vuelve con el corazón dolido y encuentra a su esposa en buena salud en compañía del Dragón, que le «regala un cordón de seda en forma de soga como regalo de bienvenida».
Como último favor, Iván le pide que poderle cantar tres canciones. Después de la primera canción, llega un cuervo volando, que anima a Iván a seguir cantando, ya que sus animales ya han roído tres puertas. Después de la segunda canción, el cuervo le dice que las bestias están royendo la novena puerta. El Dragón se impacienta, pero Iván canta una última canción, animado por el cuervo. Luego, metiendo la cabeza en la soga, se despide de sus animales y del mundo; pero en el último momento llegan todas sus bestias, desgarrando al Dragón en pedazos, mientras los pájaros devoran a la novia. Iván se queda solo con su manada, cuando era digno de un mejor destino. La conclusión del autor desconocido es que de esos valientes muchachos que fueron encontrados una vez, solamente quedan los cuentos.

## Catalogación
El relato surge de las secciones de la clasificación Aarne-Thompson-Uther:
- AT 315 («La hermana infiel»)

y, dependiendo de las variantes
- AT 314A («La fuga mágica: el joven convertido en caballo»)
- AT 300 («El asesino de dragones»)
- AT 519 («Ciegos y sin piernas»).

## Comentarios

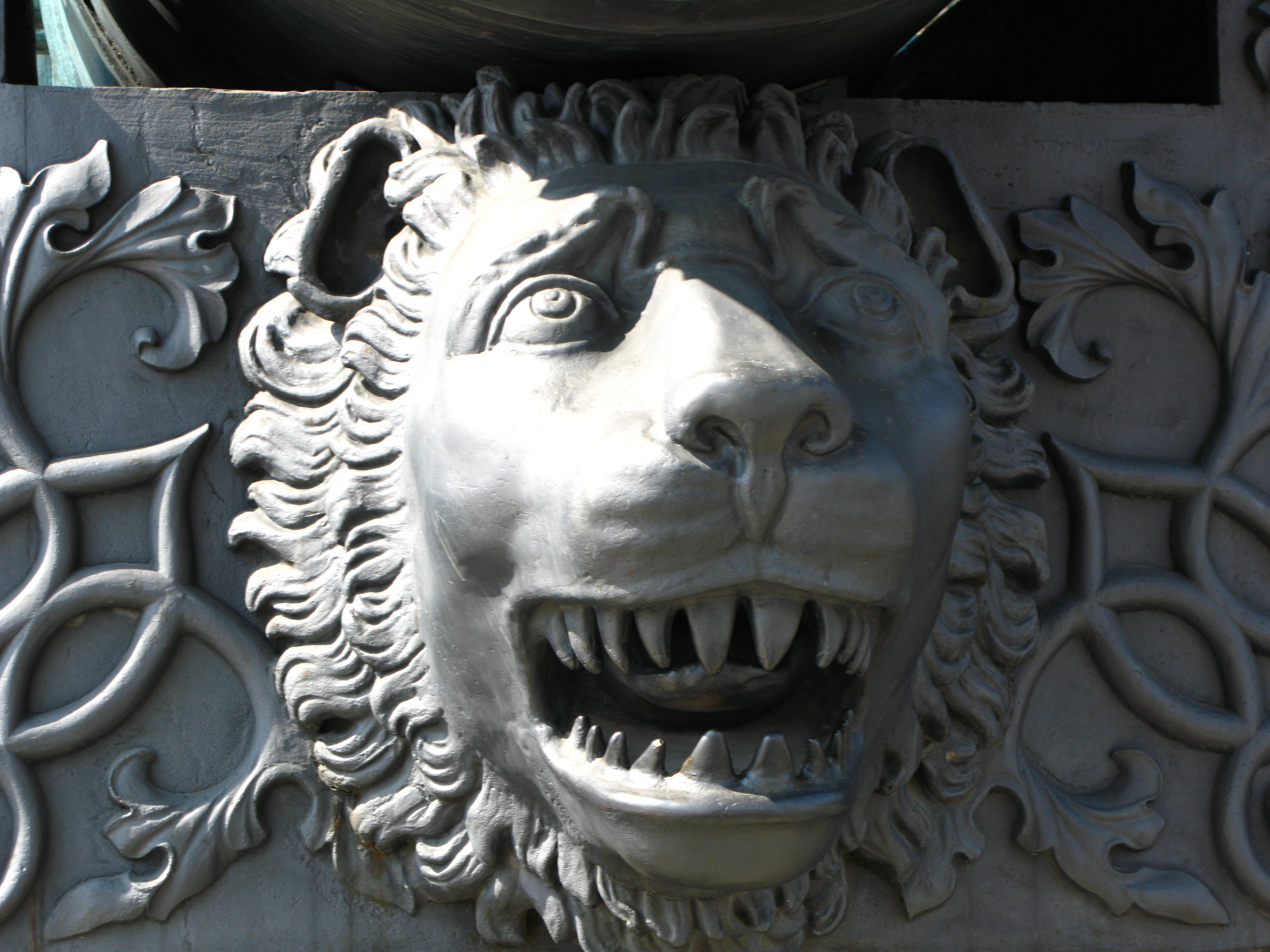
«La entrada al reino del más allá, es a través de las bocas de los animales».
(Detalle del Tsar Pouchka, en Moscú).

Vladimir Propp estudia el motivo de las puertas que rara vez se abren y cierran violentamente en The Historical Roots of the Wonder Tale (ch. 8.2.7). Lo acerca al motivo del paso al otro mundo a través de la boca de un animal (serpiente, dragón...) y menciona un cuento recogido por Zelenin que dice: «Este reino se abre de vez en cuando; cuando el dragón abre sus mandíbulas, entonces las puertas se abren también». Señala la variante de la versión 118c / 204 relativa a las montañas que se separan y cierran abruptamente, buscando aplastar al que se ha aventurado entre ellas. Según él, cuando en el curso de la evolución de las sociedades primitivas el animal comienza a perder su importancia como principal fuente de subsistencia —la transición de una sociedad de cazadores-recolectores a una sociedad basada en la agricultura—, las funciones míticas asociadas a él se transfieren a otros objetos, como las montañas. Contrasta este motivo con un mito de las Islas Gilbert, en el que, bajo ciertas circunstancias, el alma del difunto puede ser aplastada entre dos piedras. También señala que en varios cuentos, este motivo ha evolucionado hacia el de los animales dragones, leones... vigilando la entrada de un palacio, y que el héroe se reconcilia ofreciéndoles comida o agua, lo que sería un sustituto para el propio héroe que cruza la boca del animal.

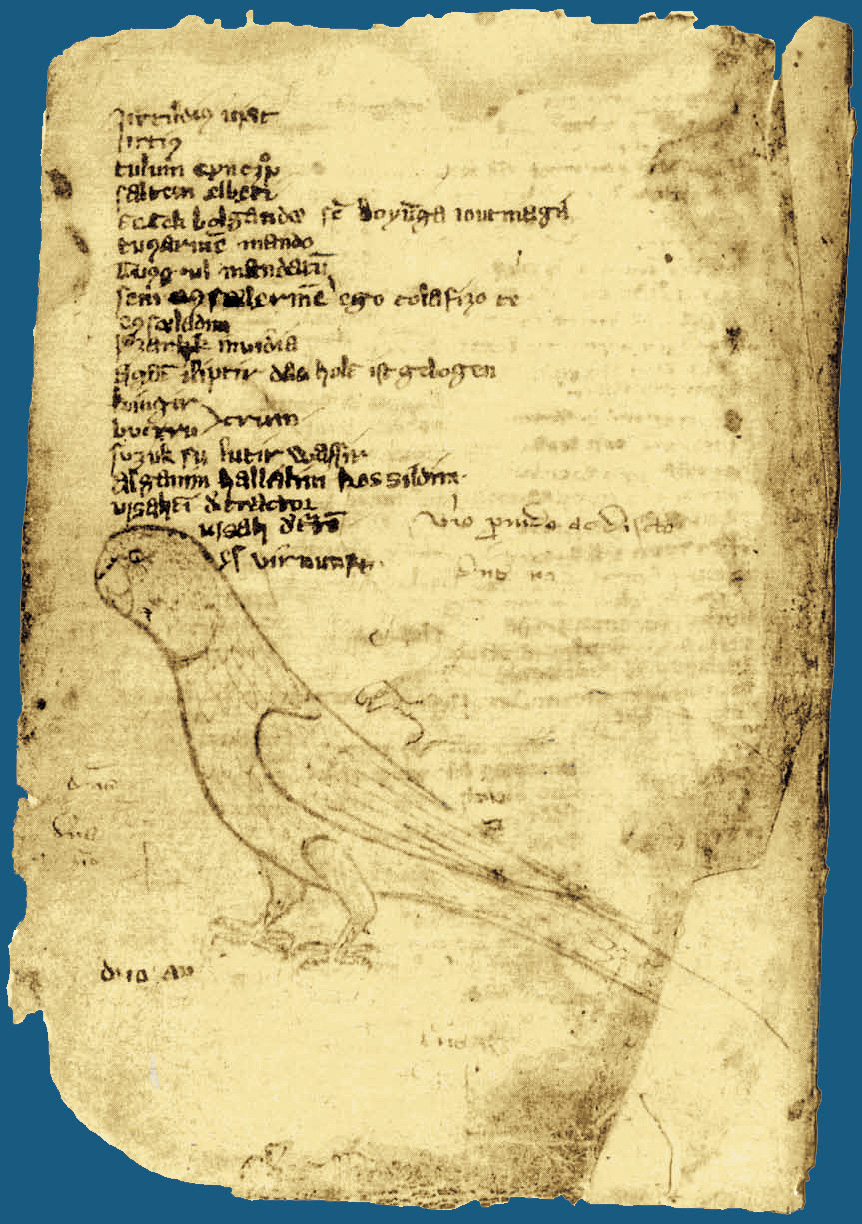
Una página del Codex cumanicus, un manuel lingüístico de la Edad Media destinado a la comunicación con los cumanos.

Elizabeth Warner, menciona brevemente esta historia en sus Mitos Rusos, en el capítulo sobre «El Dragón». Indica que en las bylinas, el dragón suele ser una hembra, mientras que en los cuentos de hadas suele ser un macho, lo que influye en sus motivaciones y acciones, así como en su relación con el héroe. Nos recuerda que si el dragón es una criatura mitológica «impura y demoníaca», que habita en otro mundo, puede simbolizar el paganismo, históricamente representado en particular por los cumanos, tártaros y mongoles que asolaron la Rus de Kiev desde el siglo XI hasta el siglo XIII. Los cumanos en particular, considerados como faltos de juramento, suelen ser llamados «serpientes» en las crónicas. También señala que la actividad característica del dragón en los cuentos es «secuestrar, requisar o seducir a las mujeres para que sirvan como su miseria o se conviertan en sus amantes». Un «depredador masculino por excelencia», el dragón «puede incluso llegar a corromper a la esposa del héroe una vez que se ha casado». Su personaje también tiene varias facetas, dependiendo del tipo de cuento.

## Analogías
- Otros dos cuentos de Aleksandr Afanásiev, que aparecen inmediatamente después de este y que se titulan «La enfermedad fingida» (Притворная болезнь), se acercan a él; sin embargo, en estos cuentos, es la madre de Iván la que intenta matar a su hijo, habiéndose enamorado del «Zar del fuego».[51]
- En la obra Cuentos de la infancia y del hogar de los Hermanos Grimm está recopilado el  relato del El agua de la vida (Das Wasser des Lebens, KHM 97),[52] los dos orgullosos hermanos mayores participan uno tras otro en una procesión que se hace cada vez más estrecha hasta que se encuentran completamente inmovilizados.
- En otro cuento de los Grimm, Los dos hermanos (Die zwei Brüder, KHM 60), los hermanos cazadores se ven obligados a salvar sucesivamente a una liebre, un zorro, un lobo, un oso y un león; cada animal les da dos de sus crías. Estos animales (los «animales fieles») juegan un papel decisivo en el resto de la historia, que abarca un gran número de temas.

### Traducciones al español
- Afanásiev, A.N.: Cuentos populares rusos. Madrid, Anaya, 1988, 3 vols. Traducción: Isabel Vicente.
- Alexandr N. Afanásiev: Leyendas populares rusas. Madrid, Páginas de Espuma, 2007, 282 p. Traducción: Eugenia Bulátova, Elisa de Beaumont y Liudmila Rabdanó.
- Afanásiev, Aleksandr: El pájaro de fuego y otros cuentos rusos. Barcelona, Libros del Zorro Rojo, 2020. Traducción: Joaquín Fernández-Valdés.